# Luís Góis
Luiz Fernando de Sousa Pires de Goes (Coímbra, Portugal, 5 de enero de 1933 - Mafra, Portugal, 18 de septiembre de 2012) fue un médico y músico portugués, considerado uno de los máximos exponentes de la canción de Coímbra.

## Biografía
Influenciado por su tío Armando Goes, una figura destacada en Coímbra, pronto empezó a cantar y, a los 19 años, por invitación de Antonio Brojo, grabó su primer álbum.
A finales de 1950, formó el grupo Coimbra Quintet, con los músicos Carlos Paredes, João Bagão y Antonio Portugal, grabando el álbum Serenata de Coimbra, que «sigue siendo el disco más vendido en portugués», según Manuel Alegre Portugal. En 1958, obtuvo las licencias de medicina de la Universidad de Coímbra.
Parte de su repertorio son las canciones «Balada do mar», «É preciso acreditar» y «Cantiga para quem sonha».